# Прондоцин (Куявсько-Поморське воєводство)
Прондоцин (пол. Prądocin, нім. Adlig Brühlsdorf) — село в Польщі, у гміні Нова-Весь-Велька Бидґозького повіту Куявсько-Поморського воєводства.
Населення — 558 осіб (2011).
У 1975-1998 роках село належало до Бидгощського воєводства.

## Демографія
Демографічна структура станом на 31 березня 2011 року:
|          | Загалом | Допрацездатний вік | Працездатний вік | Постпрацездатний вік |
| -------- | ------- | ------------------ | ---------------- | -------------------- |
| Чоловіки | 280     | 49                 | 213              | 18                   |
| Жінки    | 278     | 45                 | 176              | 57                   |
| Разом    | 558     | 94                 | 389              | 75                   |